# Salix paratetradenia
Salix paratetradenia — вид квіткових рослин із родини вербових (Salicaceae).

## Морфологічна характеристика
Це кущ до 5 метрів заввишки. Гілочки чорно-бурі чи сірувато-бурі; молоді гілочки волосисті, потім ± голі. Листкова ніжка 2–9(15) мм, волосиста; листкова пластинка видовжено-еліптична, еліптична, довга обернено-яйцеподібно-еліптична чи довго-еліптично-ланцетна, 2.5–6 × 1.5–2.5(3) см, абаксіально (низ) зеленувата чи білувата, адаксіально зелена, обидві поверхні голі чи запушені біля основи середньої жилки, край цільний, верхівка заокруглена чи злегка загострена, рідше загнута. Сережки 25–35(40) × 4–6(7) мм. Плодоносна сережка до 5.5 см. Коробочка ≈ 3 мм, гола.

## Середовище проживання
Західний Сичуань, Східний і Південний Тибет. Населяє уздовж річок, гірських схилів; на висотах 2500–4300 метрів.